# Anglo-američki rat
Anglo-američki rat ili Rat iz 1812. je naziv za oružani sukob Britanskog Carstva i SAD-a od 1812. do 1815. god.
Sjedinjene Američke Države su objavile rat 18. lipnja 1812. godine zbog više razloga od kojih su neki: trgovačke restrikcije američkih brodova zbog britanskog rata s Francuskom, te britanske potpore indijanskim plemenima protiv američke ekspanzije i zbog neslužbene želje SAD-a da anektira Kanadu.

## Tijek rata
Zbog zauzetosti većine vojnih snaga ratovima u Europi, Britanci su najprije imali obrambenu strategiju tijekom američkih napada na Kanadu. Do 1813. godine vojska SAD-a je osvojila jezero Erie, dijelove zapadnog Ontarija i uništila Tecumsehovu indijansku konfederaciju, a time i mogućnost neovisne indijanske države u Sjevernoj Americi koju je podržavalo Britansko Carstvo. Na sjeverozapadu, general Andrew Jackson je uništio vojsku Creek Red Sticks indijanaca u Bitci kod Horseshoe Benda 1814. godine.
Porazom Napoleona u Europi 1814. godine, već 6. travnja, Britanci su započeli s agresivnijom strategijom poslavši tri velike postrojbe. Pobjedom u Bitci kod Bladensburga u kolovozu 1814. godine, Britanci su uspjeli osvojiti i spaliti Washington, ali su Amerikanci pobjedama u rujnu 1814. i siječnju 1815. odbili tri britanske invazije na New York, Baltimore i New Orleans.
Rat se odigravao na tri bojišta:
- Na moru su ratni brodovi i gusarske jedinice obje strane napadali trgovačke brodove neprijatelja, dok je Britanska kraljevska ratna mornarica izvodila uspješnu blokadu atlantske obale SAD-a, što joj je omogućilo velika pustošenja u drugom razdoblju rata;
- Na američko-kanadskoj granici, od Velikih jezera te duž rijeke sv. Lovrijenca, su se vodile kopnene i pomorske bitke;
- Na jugu SAD-a i obali Meksičkog zaljeva vojska SAD-a je pobijedila britanske indijanske saveznike i odbila invaziju na New Orleans.

## Posljedice
Upravo su pobjede kod Baltimorea 1814. (koja je inspirirala stihove himne SAD-a, The Star-Spangled Banner) i New Orleansa 1815. godine u Amerikanaca stvorile nacionalnu euforiju koju su oni nazvali „Drugi rat za neovisnost”. Nakon toga uslijedilo je razdoblje koje su nazvali „doba dobrih osjećaja” jer su se stanovnici SAD-a uglavnom povezali, a partizanski sukobi milicija na suprotnim stranama su gotovo zaboravljeni. Kanada je također iz rata izašla sa snažnijim osjećajem nacionalne pripadnosti i solidarnosti, uglavnom zbog uspješnih obrana od američkih napada. Osobito u Ontariju, rat protiv SAD-a se i danas naziva „američkom ekspanzionističkom invazijom” i slavi se pobjeda Kanade. U Velikoj Britaniji se na rat gleda samo kao sporedni oružani sukob u sklopu Napoleonskih ratova.

## Vanjske poveznice
- The War of 1812, Government of Canada website
- Key Events of the War of 1812  Arhivirana inačica izvorne stranice od 6. srpnja 2010. (Wayback Machine), chart by Greg D. Feldmeth, Polytechnic School (Pasadena, California), 1998.

### Ostali projekti
|  | Zajednički poslužitelj ima još gradiva o temi War of 1812 |